# 전시안

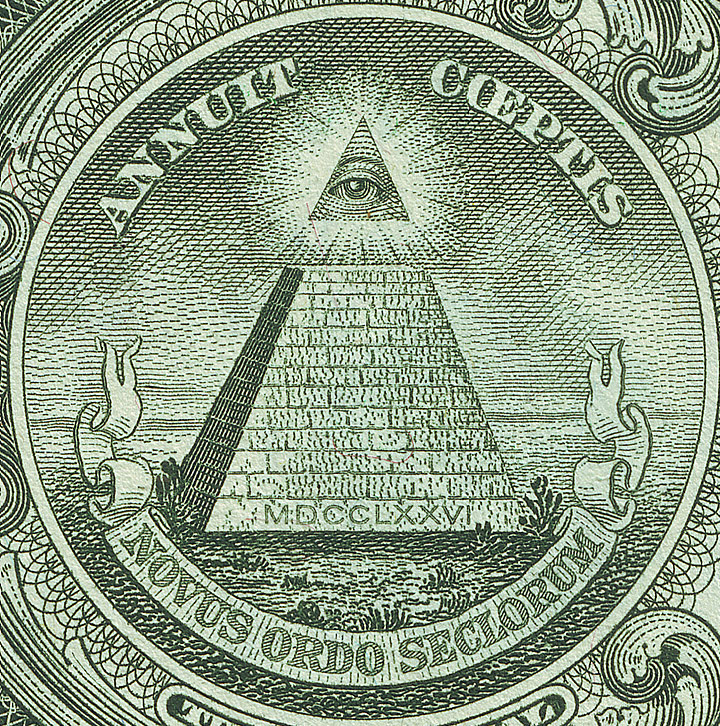
미국 1달러 지폐 뒷쪽 미국의 국장 반대편에 그려진 전시안.

전시안(全視眼, 영어: all-seeing eye of God) 또는 섭리의 눈(攝理 - , 영어: Eye of Providence)은 삼각형으로 둘러싸고 종종 후광이 감싸고 있는 눈 모양 기호로 인류를 지켜보는 섭리를 상징한다. 전시안에 대한 잘 알려진 예는 미국 1달러 지폐 뒷면에 그려진 국장에 나타나있다.

## 사용례

### 미국
1782년에 전시안이 미국 국장 뒷면에 그려진 상징의 일부로 채택되었다. 1776년 3개 디자인 위원회 중 첫 번째 위원회에서 예술 컨설턴트 피에르 외젠 뒤 시미티에르가 대국장의 요소로 처음 제안했으며, 그 당시에는  하나님의 자비로운 감독을 상징하는 관례적인 표현이었다.
뒤 시미티에르가 위원회에 제출한 원안에서는 연방의 13개 주를 상징하는 방패 위에 눈을 그려져 있었지만,  최종승인된 국장에서는 눈이 미완성된 13단 피라미드 위에 위치해있다.

## 같이 보기
- 삼지안(en:Third eye) - '영안'(靈眼, soul vision)이라고도 함